# Chenopodium mandonii
Chenopodium mandonii är en amarantväxtart som först beskrevs av Sereno Watson, och fick sitt nu gällande namn av Paul Aellen. Chenopodium mandonii ingår i släktet ogräsmållor, och familjen amarantväxter. Inga underarter finns listade i Catalogue of Life.